# Narnia (país)
Narnia es un país de fantasía creado por el autor británico C. S. Lewis para Las Crónicas de Narnia, una serie de siete libros de fantasía para niños. En Narnia, algunos animales pueden hablar. Además, abundan bestias míticas y la magia es algo común.

## Cronología
Narnia es el lugar donde gran parte de lo que se narra en los siete libros ocurre.
- En El sobrino del mago, Polly Plummer y Digory Kirke se conocen, sólo que después de sus aventuras caseras, de alguna manera llegan a la creación de Narnia junto con Aslan.
- En El león, la bruja y el armario, Los hermanos Pevensie  llegan a Narnia cuando la menor, Lucy, se esconde en un armario. Ella descubre la tierra de Narnia, que está bajo el hechizo de la Bruja Blanca. Lucy y sus hermanos, liberan a Narnia del poder de la Bruja Blanca. Aunque pasan muchos años en Narnia, cuando regresan a casa del profesor Kirke, el tiempo en la Tierra no había transcurrido mucho, volviendo así a ser niños.
- En El caballo y el muchacho, Shasta (el protagonista) es un chico adoptado y no valorado por su padre adoptivo. Ante esa situación, Shasta decide fugarse de su casa con Bree, un caballo parlante proveniente de Narnia. Allí descubre que tiene un hermano gemelo.
- En El príncipe Caspian, después del fin de la Edad de Oro, Narnia es conquistada por los telmarinos. Estos fueron guiados por su rey: Caspian I, el Conquistador. Después de varios siglos, el trono telmarino es usurpado por Miraz, quien desata una guerra contra su sobrino, el príncipe Caspian (el legítimo heredero al trono). Pero Caspian fue apoyado por las criaturas originales de Narnia, y los cuatro hermanos Pevensie (los reyes y reinas de la Edad de Oro narniana).
- En La Travesía del Viajero del Alba, Caspian X, en compañía de Lucy, Edmund, Eustace y Reepicheep, se aventura en el mar para buscar a los siete lores que desaparecieron del reino por Miraz buscando el Oriente.
- En La silla de plata, el rey Caspian X (ahora ya anciano), acude a Eustace y a Jill para encontrar a su hijo desaparecido, el príncipe Rilian.
- En La última batalla, Triquiñuela (Truco), un mono astuto, convence a su amigo Puzzle (Cándido) para suplantar a Aslan con una piel de león. Traiciones y mentiras crecen en Narnia, por lo que Jill y Eustace tienen que ayudar al rey Tirian y a los verdaderos narnianos a superar ese enemigo interno.

El propio Lewis explícitamente se inspiró en el pueblo italiano de Narni, cuyo nombre en latín es Narnia.

## Geografía

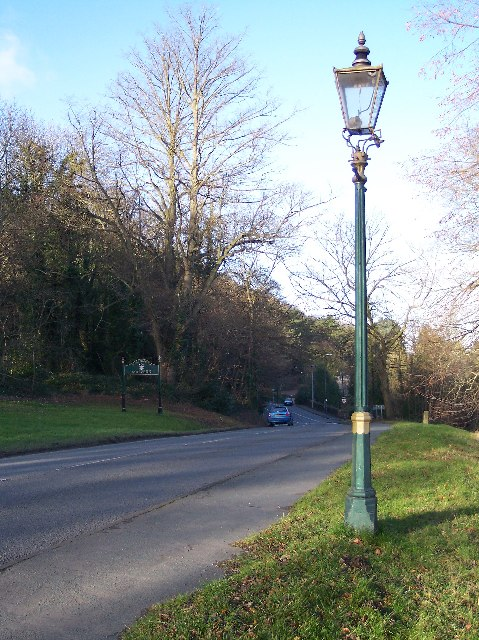
Farol de gas en Malvern Common, Inglaterra. Allá es tradición local tener faroles, los cuales sirvieron de inspiración a C.S. Lewis, quien vivió en la zona durante su infancia.

Narnia es un país formado por dos valles entre tres cordilleras. El mundo de Narnia fue creado por Aslan frente al llamado Erial del Farol, al occidente de Narnia, el cual se encuentra rodeado de un bosque.
En el interior del Erial del Farol nace un río que se une al Río Congelado, llamado así porque en el tiempo de la Bruja Blanca estaba congelado. En ese punto se construyó el Dique de los Castores, donde también se edificó el Castillo de Miraz.
El Río Congelado baja hasta fusionarse con el Gran Río, también llamado Río de Beruna, que nace de la cordillera norte de Archenland. Este va al Oriente y se une a la altura del Vado de Beruna (lugar que después se llamó Puente de Beruna), con el Río del Torrente, para después bajar hacia el Mar Oriental. En su desembocadura se encuentra Cair Paravel.
El Gran Valle de Narnia está flanqueado al sur por otro valle, en el cual sólo se puede destacar el Prado Danzarín, la Cueva de Buscatrufas, y el nacimiento del Gran Río.
En el centro de Narnia se encuentra la Mesa de Piedra, que después se llamó Altozano de Aslan. A continuación, siguiendo el curso del Gran Río, se extiende un bosque inmenso que fue dejado crecer a propósito por los telmarinos para usarlo como barrera que los separara del Mar Oriental y del Mar de Cristal, el cual recibiría mejor denominación como golfo.
Cair Paravel inicialmente estaba en una península, que se convirtió en isla muchos años antes del reinado de Caspian X. Otro gran cambio geográfico fue el bosque oriental y el proceso de erosión que sufre el Río del Torrente. La construcción del Altozano sobre la Mesa de Piedra, y la edificación del Puente de Beruna, fueron otros factores de cambio en la geografía narniana en la época de Caspian X.
Por último, cabe mencionar que numerosas islas y archipiélagos pintan el Océano Oriental. Las más importantes de ellas son Galma, las Siete Islas, las Islas Solitarias y Terebintia (las Islas Solitarias son pertenecientes al reino de Narnia).

## Fronteras
Al norte, Narnia colinda con el Páramo de Ettin, y más allá están las Tierras salvajes del Norte, habitadas por gigantes. El establecimiento más prominente es el Castillo de Harfang, una comunidad de gigantes que aparentemente son el remanente de una ciudad mucho más grande que fue abandonada hace generaciones y cayó en la ruina.
Al sur, Narnia hace frontera con Archenland. La sede de gobierno de este reino está en Anvard, en el corazón del país. Anvard es tanto la ciudad capital como el nombre del castillo dentro de la ciudad. Archenland parece no estar muy poblado, pues en las crónicas no se nombran otras ciudades o villas.
Al este de Narnia se encuentra el Océano Oriental.
Al oeste de Narnia primeramente se ubica el Erial del Farol. Luego existe una región deshabitada de montañas, conocidas como los Territorios salvajes del Oeste. La tierra de Telmar está en algún lugar de esta región, pero su locación exacta no se conoce. No se tiene mucha información sobre esta tierra, salvo su ubicación (al oeste, lejos de Narnia). Su importancia radica en que sus habitantes conquistaron Narnia tras la desaparición de los hermanos Pevensie, y por ende, tras el fin de la Edad de Oro.
Por último, debajo de Narnia está el Reino Profundo, dominado por la Bruja de la Saya Verde, conforme es narrado en La silla de plata. Además, existe otro país debajo de éste, llamado Bism, habitado por terranos.